# Jacob I van Bronckhorst-Batenburg (Anholt)
Jacob I van Bronckhorst-Batenburg heer van Batenburg en Anholt 1473-1516 (1460 - 25 april 1516) was de zoon van Gijsbert II van Bronckhorst-Batenburg-Anholt en Agnes van Wisch (1430-1496).

## Levensloop

### Huwelijk en kinderen
Hij trouwde op 6 oktober 1488 met Agnes gravin van Bentheim, dochter van Arnold I van Bentheim-Steinfurt graaf van Steinfurt 1454-1466 (1435 - 16 feb 1466) en Catharina van Ghemen (1425 - 21 februari 1502).
Jacob en Agnes hadden 1 zoon die zonder nageslacht overleed.
- Gijsbert van Bronkhorst heer van Batenburg en Anholt 1516-1525 (1490 - 31 maart 1525), van hem is een goudgulden bekend[2]

### Politiek
Jacob van Bronckhorst was in 1489 bij de ondertekening van het traktaat, tusschen Adolf van Nassau graaf van Nassau, stadhouder van Gelderland en Willem hertog van Gulick en Bergh en in 1494 als getuige bij dat van Karel van Gelre en Frederik graaf van Buren. 

Nadat Albrecht van Saksen voor Keizer Maximiliaan I in 1497 Batenburg had ingenomen, werd Bronckhorst mede begrepen in de vrede, die Karel hertog van Gelre, met de hertogen van Saksen, Beieren, Gulick en Kleef, met bemiddeling van de Koning van Frankrijk, sloot. 

Hij geraakte in 1500 in onmin met hertog Karel en in 1501 werd hij Karels openbare vijand. Door Hertog Karel werd hij in 1503 uit Batenburg verjaagd en gevangengenomen. Hij moest 1500 gulden losgeld betalen en verloor daarbij Anholt. 

In 1505 werd hij stadhouder van Gelderland, namens Filps de schone koning van Castilië en in 1506 werd hij raad voor deze in Gelderland. In 1513 kwam hij weer in het bezit van Batenburg.

### Munten
Van Jacob I van Bronckhorst komt een biljoen munt voor.

Wapen van Bronckhorst
Wapen van Bronckhorst-Batenburg